# Cixius actuna
Cixius actuna är en insektsart som beskrevs av Hoch 1988. Cixius actuna ingår i släktet Cixius och familjen kilstritar. Inga underarter finns listade i Catalogue of Life.